# Kai-Olaf Stehrenberg

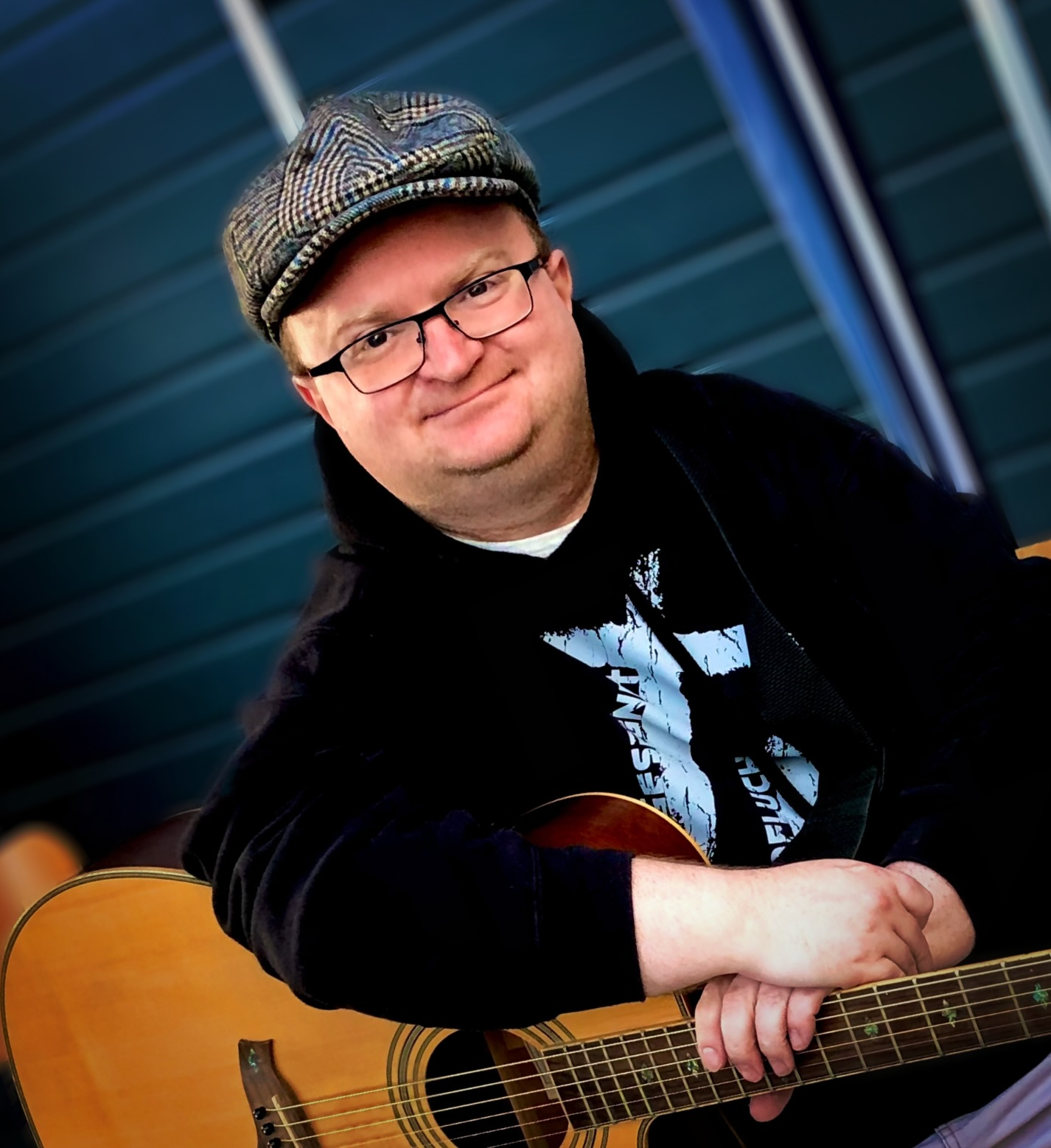
Kai-Olaf Stehrenberg, 2022

Kai-Olaf Stehrenberg (* 1980 in Marburg) ist ein deutscher Liedermacher und Gitarrist. Er selbst bezeichnet sein Genre als „Independent-Schlager mit Herz und Humor“; sein Musiklabel Timezone bewirbt es als „selbstironische Spaßlieder und sehnsuchtsvolle Balladen“.

## Leben
Stehrenberg wuchs auf in der mittelhessischen Kleinstadt Biedenkopf und in Hildesheim. Als die Schule für ein Projekt mit Rolf Zuckowski zusammenarbeitete, wählte dieser ihn als Mitglied des Schulchors für einen Solo-Gesangspart in seiner Bearbeitung der Vogelhochzeit aus. Nach dem 2001 am Scharnhorstgymnasium Hildesheim abgelegten Abitur zog er nach Peine und schloss eine Ausbildung zum Industriekaufmann ab.
Stehrenberg stellte sich im Segment Morningstar des Sat.1-Frühstücksfernsehens vor und überstand mit Sashas Owner of my heart die drei Minuten, in denen die Zuschauer ihn hätten abwählen können. Er nahm fünf Jahre hintereinander erfolglos an einem Talentwettbewerb in Hannover teil, ehe er in der Liedermacher-Szene Fuß fassen konnte. Anfangs spielte er mehrfach zusammen mit dem Bassisten Simon Nordmann; das Duo nannte sich „Simon & Kai Funkel“ (eine Anspielung auf Simon & Garfunkel). 2005 schrieb Stehrenberg das Lied Im Arm eines Engels – die deutschsprachige Fassung des im Original von Sarah McLachlan gesungenen Angel – für Nino de Angelo und im November 2009 trat er im Rahmen der im Fernsehen ausgestrahlten Finalshow des NDR Comedy Contest im traditionsreichen Hamburger Musikclub Knust auf. Zwischen 2009 und 2014 siegte Stehrenberg bundesweit bei mehreren Songslams; darüber hinaus ist er Mitinitiator unter anderem sowohl der Hildesheimer Singer-Songwriter-Nacht als auch der Singer-Songwriter-Festivals in Alfeld und Kamp-Lintfort. Im September 2013 erschien beim Musiklabel Timezone sein erstes Album.
Er absolvierte Auftritte am 11. November 2015 in der Lounge von Radio Leinehertz 106.5 und arbeitet unregelmäßig als Sideman noch mit anderen Musikern zusammen; so nahm er 2016 Backgroundgesang für das neue Album von Joseph Myers auf. Im Mai 2022 veröffentlichte Stehrenberg die Single Küsst mir die Füße als Punkversion mit der Band Das Letzte Ahorn.
2024 nahm er an den Blind Auditions der Sendung "The Voice of Germany" teil. Aktuell ist er in Team Mark Forster.

## Diskographie
- 2013: Wenn ich groß bin… live (Album)
- 2022: Küsst mir die Füße (Single)